# El amor es un niñito / El sacristán vivaracho
El amor es un niñito / El sacristán vivaracho es uno de los primeros EP oficiales del dúo de cantautores chilenos Isabel y Ángel Parra, hijos de Violeta Parra, lanzado originalmente en Chile en 1965 bajo el sello Demon. El tema «Cueca del amor» está compuesto por Rolando Alarcón, quien nunca grabó dicha canción como solista, y los temas del Lado B pertenecen a Roberto Parra, hermano de Violeta y tío de los hermanos.
Si bien el disco está a nombre de ambos, el Lado A es interpretado solo por Isabel Parra.

## Lista de canciones
| Lado A |                        |                     |          |  |
| N.º    | Título                 | Música              | Duración |  |
| 1.     | «El amor es un niñito» | tradicional chilena |          |  |
| 2.     | «Cueca del amor»       | Rolando Alarcón     |          |  |

| Lado B |                          |               |          |  |
| N.º    | Título                   | Música        | Duración |  |
| 3.     | «El sacristán vivaracho» | Roberto Parra |          |  |
| 4.     | «Los parecidos»          | Roberto Parra |          |  |